# Sellos de España en 2007
Los sellos de España en el año 2007 fueron puestos en circulación por la Sociedad Estatal Correos y Telégrafos de España (la impresión se realizó en la Fábrica Nacional de Moneda y Timbre). En total se emitieron 86 sellos postales (3 en hoja bloque), comprendidos en 43 series filatélicas de temáticas diversas.

## Descripción
| Fecha de emisión | Nombre de la serie y/o del sello (descripción) | Dimensiones (mm)           | Valor facial (en €) |
| ---------------- | --- | -------------------------- | ------------------- |
| 02.01            | «Juguetes» Carné de ocho sellos que reproducen juguetes antiguos de diversas colecciones o museos españoles 1) Triciclo | 35,0 × 24,5                | A                   |
| 02.01            | 2) Autobús | 35,0 × 24,5                | A                   |
| 02.01            | 3) Tren | 35,0 × 24,5                | A                   |
| 02.01            | 4) Juego de bolos | 35,0 × 24,5                | A                   |
| 02.01            | 5) Carrito | 35,0 × 24,5                | A                   |
| 02.01            | 6) Hidroavión | 35,0 × 24,5                | A                   |
| 02.01            | 7) Imprentilla | 35,0 × 24,5                | A                   |
| 02.01            | 8) Coche de bomberos | 35,0 × 24,5                | A                   |
| 13.01            | «Serie básica» 1) La efigie del rey Juan Carlos I en color azul índigo | 24,88 × 28,8               | 0,30                |
| 13.01            | 2) La efigie del rey Juan Carlos I en color verde oscuro | 24,88 × 28,8               | 0,58                |
| 13.01            | 3) La efigie del rey Juan Carlos I en color marrón | 24,88 × 28,8               | 2,43                |
| 13.01            | 4) La efigie del rey Juan Carlos I en color violeta | 24,88 × 28,8               | 2,49                |
| 20.01            | «Flora y fauna» 1) La abubilla (Upupa epops) | 24,5 × 35                  | 0,30                |
| 20.01            | 2) Una rosa roja (familia de las Rosáceas) | 24,5 × 35                  | 0,39                |
| 23.01            | «Homenaje al maestro» 1) Motivo alusivo que ilustra un maestro leyendo un libro ante sus alumnos | 40,9 × 28,8                | 0,58                |
| 31.01            | «Diarios centenarios» 1) Motivo alusivo al 140.º aniversario de la fundación del periódico Las Provincias de Valencia, que muestra un ejemplar del periódico doblado y mostrando la carátula | 40,9 × 28,8                | 0,42                |
| 02.02            | «Ciencia - Química» 1) El cuerpo de una tabla periódica de Mendeleyev en la que no se representan los elementos | 40,9 × 28,8                | 0,30                |
| 02.02            | «Ciencia - Astronomía» 2) Una esfera armilar, instrumento fundamental para la elaboración del calendario gregoriano | 28,8 × 40,9                | 0,42                |
| 05.02            | «Centenarios» 1) El claustro del edificio del Instituto de Estudios Catalanes en Barcelona y el logotipo de la institución con motivo de la celebración del centenario de su fundación | 40,9 × 28,8                | 0,30                |
| 08.02            | «Deportes» 1) El barco velero Desafío Español 2007 y su tripulación, participantes en la XXXII Copa América celebrada en el puerto de Valencia en la primavera de 2007 | 40,9 × 28,8                | 0,30                |
| 16.02            | «Ciencias de la Tierra y del Universo» 1) Diseño alusivo a la Cartografía, que muestra un mapa detallado de la zona alrededor del embalse de Rosarito en la (provincia de Toledo) | 40,9 × 28,8                | 0,30                |
| 16.02            | 2) Diseño alusivo a la Astronomía, que muestra el radiotelescopio del Centro Astronómico de Yebes en la provincia de Guadalajara | 40,9 × 28,8                | 0,78                |
| 05.03            | «Árboles monumentales» 1) El pino de Fuentepiña que pertenece a la finca Santa Cruz de Vista Alegre, cerca de la población de Moguer (Huelva) | 40,9 × 28,8                | 78 0,               |
| 08.03            | «Arqueología» 1) Un mosaico del yacimiento arqueológico de la Villa romana La Olmeda en la provincia de Palencia | 40,9 × 28,8                | 0,30                |
| 08.03            | 2) Las termas romanas de Campo Valdés en la ciudad de Gijón | 40,9 × 28,8                | 0,30                |
| 23.03            | «Efemérides» 1) Un mapa que muestra los 27 países miembros de la Unión Europea con su fecha de integración, en ocasión del 50.º aniversario de la fundación de la Comunidad Económica Europea, precursora de la UE | 28,8 × 40,9                | 0,58                |
| 02.04            | «Flora y fauna» 1) Un canario anarillo (Serinus canaria) | 24,5 × 35                  | 0,30                |
| 02.04            | 2) Una violeta (género Viola) | 24,5 × 35                  | 0,42                |
| 13.04            | «Efemérides» (HB) 1) Un diseño psicodélico en color magenta en ocasión del 25.º aniversario de la Movida madrileña, que muestra la silueta de El oso y el madroño, símbolo de Madrid, y un fragmento del bando del alcalde de ese entonces, Enrique Tierno Galván El sello muestra las palabras 'Movida madrileña' en letras amarillas             | 40,9 × 28,8 (79,2 × 105,6) | 0,30                |
| 16.04            | «Exfilna 2007 - Palma de Mallorca» (HB) 1) Una fotografía antigua del centro histórico de Palma de Mallorca en la que destacan en primer plano el Palacio de la Almudaina y la Catedral, con motivo de la XLV Exposición Filatélica Nacional (Exfilna), celebrada en Palma de Mallorca La hoja bloque muestra la misma vista pero en la actualidad | 40,9 × 28,8 (105,6 79,2)   | 2,43                |
| 23.04            | «Europa 2007» 1) Serie anual a cargo de PostEurop, ese año bajo el tema del Centenario del Movimiento Scout; en el sello se puede ver un diseño alusivo con un par de palomas blancas, el logotipo del Movimiento y el lema «Un mundo, una promesa»                                                                                                | 28,8 × 40,9                | 0,58                |
| 26.04            | «Arquitectura» 1) La capilla de Valleacerón en la localidad de Almadenejos (Ciudad Real) | 28,8 × 40,9                | 0,30                |
| 26.04            | 2) La casa llamada El Capricho en la localidad de Comillas (Cantabria) | 28,8 × 40,9                | 0,39                |
| 26.04            | 3) El mercado de Santa Caterina en Barcelona | 28,8 × 40,9                | 0,42                |
| 26.04            | 4) El Puente de Vizcaya en Portugalete (Vizcaya) | 40,9 × 28,8                | 0,58                |
| 26.04            | 5) La Terminal 4 del Aeropuerto de Madrid-Barajas en Madrid | 28,8 × 40,9                | 0,78                |
| 26.04            | 6) El palacete conocido como Casa Lis en Salamanca | 40,9 × 28,8                | 2,49                |
| 28.04            | «Juvenia 2007» 1) Diseño ganador de la XX Exposición Nacional de Filatelia Juvenil Juvenia 2007 celebrada en Calahorra (La Rioja); el sello muestra una vista panorámica antigua de la población riojana | 40,9 × 28,8                | 0,30                |
| 07.05            | «Día del Sello – El asociacionismo filatélico español» 1) Ilustración alusiva que muestra u npar de personajes contemplando un gran sello de España, en el que se ven las Islas Canarias | 28,8 × 40,9                | 0,30                |
| 09.05            | «Efemérides» 1) Reproducción de los primeros versos del Cantar de Mio Cid bajo la mano de un copista | 40,9 × 28,8                | 0,30                |
| 12.05            | «25º aniversario de la promulgación de la Ley Orgánica del Tribunal de Cuentas» 1) La fachada del Tribunal de Cuentas en Madrid | 28,8 × 40,9                | 0,30                |
| 16.05            | «Valores cívicos» Cuatro sellos con motivos alusivos a diversos valores cívicos 1) La integración social y la lucha contra el racismo, bajo el lema «Somos diferentes, somos iguales» | 28,8 × 40,9                | 0,30                |
| 16.05            | 2) Lucha contra la violencia escolar, bajo el lema «Tod@s compañer@s» | 28,8 × 40,9                | 0,39                |
| 16.05            | 3) Donación de órganos | 28,8 × 40,9                | 0,58                |
| 16.05            | 4) Igualdad de sexos | 28,8 × 40,9                | 0,78                |
| 01.06            | «Micología» 1) La seta Tricholoma equestre o seta de los caballeros | 28,8 × 40,9                | 0,30                |
| 01.06            | 2) La seta Amanita muscaria, conocida popularmente como matamoscas | 28,8 × 40,9                | 0,78                |
| 04.06            | «Personajes» 1) Retrato de la escritora y poetisa murciana Carmen Conde | 40,9 × 28,8                | 2,49                |
| 04.06            | 2) Retrato de la escritora vallisoletana Rosa Chacel | 40,9 × 28,8                | 2,49                |
| 14.06            | «Deportes» 1) El escudo del club de fútbol Real Betis Balompié con el logotipo de su centenario, en ocasión del centenario de su fundación | 40,9 × 28,8                | 0,78                |
| 16.06            | «Efemérides» 1) Reproducción de la escultura de la virgen María Santísima de La O en la parroquia homónima del barrio sevillano de Triana, con motivo del centenario de su coronación | 28,8 × 40,9                | 0,30                |
| 02.07            | «Flora y fauna» 1) Un jacinto (Hyacinthus orientalis) | 24,5 × 35                  | 0,30                |
| 02.07            | 2) Un ruiseñor común (Luscinia megarhynchos) | 24,5 × 35                  | 0,30                |
| 04.07            | «Fuerzas Armadas en misiones de paz» 1) Un mapamundi en proyección de Robinson y una fila de soldados de las Fuerzas Armadas de España en una misión de paz | 74,7 × 28,8                | 0,30                |
| 05.07            | «Expo 2008 - Zaragoza» 1) El logotipo y la mascota Fluvi de la Exposición Internacional de Zaragoza 2008 | 40,9 × 28,8                | 0,58                |
| 12.07            | «Deportes - Al filo de lo imposible» Seis sellos con motivos alusivos a algunos reportajes de la serie documental Al filo de lo imposible emitida desde 1982 en La 2 de TVE 1) Submarinismo en las regiones polares | 28,8 × 40,9                | 0,30                |
| 12.07            | 2) Alpinismo en las regiones polares | 28,8 × 40,9                | 0,39                |
| 12.07            | 3) Una travesía en la Antártida | 28,8 × 40,9                | 0,42                |
| 12.07            | 4) Navegación en la costa de la Antártida a bordo del velero Le Sourire | 28,8 × 40,9                | 0,58                |
| 12.07            | 5) Piragüismo en los fiordos de la Patagonia chilena | 28,8 × 40,9                | 0,78                |
| 12.07            | 6) Excursión en trineos de perros en Alaska | 28,8 × 40,9                | 2,43                |
| 19.07            | «Naturaleza» 1) El parque natural de la Albufera en la provincia de Valencia | 40,9 × 28,8                | 0,30                |
| 19.07            | 2) El parque natural de las Lagunas de Ruidera en la provincia de Ciudad Real | 40,9 × 28,8                | 0,30                |
| 06.09            | «Faros» 1) El faro de Punta del Hidalgo en la localidad homónima (Tenerife) | 28,8 × 40,9                | 0,30                |
| 06.09            | 2) El faro de Cabo Mayor en Santander | 28,8 × 40,9                | 0,39                |
| 06.09            | 3) El faro de Punta Almina en Ceuta | 28,8 × 40,9                | 0,42                |
| 06.09            | 4) El faro de Melilla en la ciudad homónima | 28,8 × 40,9                | 0,58                |
| 06.09            | 5) El faro de Cabo de Palos en Murcia | 28,8 × 40,9                | 0,78                |
| 06.09            | 6) El faro de Górliz en la localidad homónima (Vizcaya) | 28,8 × 40,9                | 2,43                |
| 10.09            | «Castillos» 1) El Castillo de Almenar en la localidad homónima (Soria), una fortaleza de origen árabe | 40,9 × 28,8                | 2,49                |
| 10.09            | 2) El Castillo de Villena en la localidad homónima (Alicante), una fortaleza de origen árabe | 40,9 × 28,8                | 2,49                |
| 13.09            | «Arqueología mediterránea» (HB) 1) Estatua de Asclepios en el Museo de Ampurias (provincia de Gerona) | 33,2 × 49,8 (120 × 76)     | 0,36                |
| 13.09            | 2) Estatua de Asclepios en el Museo Arqueológico Nacional (Atenas) | 33,2 × 49,8 (120 × 76)     | 0,58                |
| 01.10            | «Flora y fauna» 1) La alondra Ricotí (Chersophilus duponti) | 24,5 × 35                  | 0,30                |
| 01.10            | 2) La margarita común (Bellis perennis) | 24,5 × 35                  | 0,30                |
| 04.10            | «Diarios centenarios» 1) Motivo alusivo al 106.º aniversario de la fundación del periódico El Adelantado de Segovia, que muestra un ejemplar del periódico doblado y mostrando la carátula | 40,9 × 28,8                | 0,78                |
| 11.10            | «UPAEP 2007» 1) Una serie de cubos infantiles de letras en colores que ordenados forman la frase «Educación para todos», es el diseño elegido por España para la emisión conjunta de la UPAEP de ese año bajo el tema "Educación para todos" | 40,9 × 28,8                | 0,78                |
| 18.10            | «Moda española» Cuatro vestidos femeninos realizados por el diseñador de moda Cristóbal Balenciaga y que forman parte de la colección del Museo del Traje de Madrid 1) Un vestido de encaje chantilly color marfil sobre transparentes de tafetán                                                                                                  | 28,8 × 49,8                | 0,39                |
| 18.10            | 2) Un traje de fiesta de dos piezas en raso de seda rojo, cuya torera, de manga japonesa, va bordada con lentejuelas, hilos entorchados y lamé plateado | 28,8 × 49,8                | 0,42                |
| 18.10            | 3) Conjunto de calle compuesto por vestido y abrigo en rojo | 28,8 × 49,8                | 0,58                |
| 18.10            | 4) Un vestido camisero en lino amarillo con escote a la caja y tirilla | 28,8 × 49,8                | 0,78                |
| 31.10            | «Navidad 2007» 1) Reproducción del relieve que representa la Epifanía, obra realizada por el escultor renacentista Damián Forment y que se conserva en la Catedral de Huesca | 40,9 × 28,8                | 0,30                |
| 31.10            | 2) Ilustración contemporánea alusiva a la Navidad hecha por el dibujante catalán Joan Ferràndiz i Castells | 40,9 × 28,8                | 0,58                |
| 05.12            | «Pintura española» 1) El presunto Autorretrato del pintor renacentista Pedro Berruguete | 28,8 × 40,9                | 0,39                |
| 05.12            | 2) Autorretrato del pintor valenciano Mariano Salvador Maella | 28,8 × 40,9                | 0,42                |
| 09.12            | «Vidrieras» 1) Fragmento de la vidriera ubicada en el patio de Operaciones del Banco de España (Madrid) y que representa un forjador trabajando en la fundición | 40,9 × 28,8 (105,6 × 79,2) | 2,43                |